# Sarney Filho
José Sarney Filho, conocido también como Zequinha Sarney (São Luís, 14 de junio de 1957), es abogado y político brasileño.
Hijo del expresidente José Sarney. Durante la presidencia de Fernando Henrique Cardoso fue Ministro de Medio Ambiente de Brasil.